# جن مرلین
جَـن مرلین (انگلیسی: Jan Merlin؛ زادهٔ ۳ آوریل ۱۹۲۵ - ۲۰ سپتامبر ۲۰۱۹) بازیگر و نویسنده اهل ایالات متحده آمریکا است.
از فیلم‌ها یا مجموعه‌های تلویزیونی که وی در آن‌ها نقش داشته است، می‌توان به پول را بردار و فرار کن اشاره نمود.